# КК Нептунас
КК Нептунас (литв. Krepšinio Klubas Neptūnas) литвански је кошаркашки клуб из Клајпеде. У сезони 2024/25. такмичи се у Литванској кошаркашкој лиги.

## Историја
Клуб је основан 1962. године, а данашњи назив добио је две године касније. Учесник је Литванске кошаркашке лиге од њеног формирања, а највећи успех у њој било је освајање другог места у сезонама 2013/14. и 2015/16. У Купу Литваније једном је стигао до финала.
Учествовао је у регионалној Балтичкој лиги у којој је најбољи резултат било пето место. Од сезоне 2012/13. придружио се ВТБ лиги. У Еврокупу је дебитовао у сезони 2013/14, али је испао већ у првој групној фази. Сезона 2014/15. донела је клубу и прво учешће у престижној Евролиги.

## Успеси

### Национални
- Првенство Литваније:
  - Вицепрвак (2): 2014, 2016.

- Куп Литваније / Куп краља Миндовга:
  - Финалиста (1): 2025.

## Учинак у претходним сезонама
| Сез.     | Првенство Литваније | Куп Литваније | Регионално такмичење                  | Европско такмичење                 |
| -------- | ------------------- | ------------- | ------------------------------------- | ---------------------------------- |
| 2012/13. | Полуфинале ПО       | —             | ВТБ јунајтед лига — 10. место групе Б | —                                  |
| 2013/14. | Вицепрвак           | —             | ВТБ јунајтед лига — 8. место групе Б  | Еврокуп — Прва фаза                |
| 2014/15. | Полуфинале ПО       | Четвртфинале  | —                                     | Евролига — Топ 24                  |
| 2014/15. | Полуфинале ПО       | Четвртфинале  | —                                     | Еврокуп — Топ 32                   |
| 2015/16. | Вицепрвак           | Полуфинале    | —                                     | Еврокуп — Топ 32                   |
| 2016/17. | Полуфинале ПО       | Четвртфинале  | —                                     | ФИБА Лига шампиона — Осмина финала |
| 2017/18. | Полуфинале ПО       | Четвртфинале  | —                                     | ФИБА Лига шампиона — Осмина финала |
| 2018/19. | Полуфинале ПО       | Полуфинале    | —                                     | ФИБА Лига шампиона — Осмина финала |
| 2019/20. | 4. место            | Полуфинале    | —                                     | ФИБА Лига шампиона — Групна фаза   |
| 2020/21. | Четвртфинале ПО     | Полуфинале    | —                                     | —                                  |
| 2021/22. | Четвртфинале ПО     | Четвртфинале  | —                                     | —                                  |
| 2022/23. | Четвртфинале ПО     | Четвртфинале  | —                                     | —                                  |
| 2023/24. | Четвртфинале ПО     | Четвртфинале  | —                                     | —                                  |
| 2024/25. | —                   | Финалиста     | —                                     | ФИБА Куп Европе — Квалификације    |

## Познатији играчи
- Дејвидас Гајлијус
- Томас Делининкајтис
- Арвидас Мацијаускас